# Sverker Arnoldsson
Sverker Arnoldsson, född 17 oktober 1908 i Sundsvall, död 10 oktober 1959 i Göteborg, var en svensk historiker och språkforskare, specialiserad på spanska samt latinamerikanska förhållanden. Vid sitt frånfälle var Arnoldsson professor.

## Biografi
Arnoldsson bodde i Göteborg under merparten av sitt liv. Han disputerade 1937 vid Göteborgs högskola och antogs samma år som docent i historia. Utöver att undervisa vid universitetet var han även verksam som gymnasielärare. Arnoldssons forskning rörde först Sveriges politiska historia under 1600-talet. Därefter försköts intresset mot historiografi, samt propagandans roll inom olika tider. Mer och mer intresserade sig Arnoldsson för Latinamerikas historia. Åren 1951–1952 besökte han som Rockefellerstipendiat såväl USA som flera latinamerikanska länder, varvid forskning i ländernas arkiv och bibliotek gjordes. Resultatet av dessa och tidigare undersökningar blev en studie rörande den latinamerikanska historiografins periodisering, publicerad 1956 av Ibero-amerikanska institutet i Göteborg, där Arnoldsson var en aktiv medarbetare.
Postumt utgavs hans viktigaste arbeten rörande den spanska erövringen av amerikanska kontinenten samt propagandans svartmålningar därav. De grymheter gentemot indianska urbefolkningen som alltifrån Bartolomé de las Casas skildrats i fördömande ordalag studerades. Arnoldssons slutsats blev att mycket är att betraktas som en propagandistisk "svart legend".
Arnoldsson var även verksam som översättare, och tolkade poeter som Juana de Ibarbourou och Alfonsina Storni till svenska.